# Andreas Hartmann (Politiker)

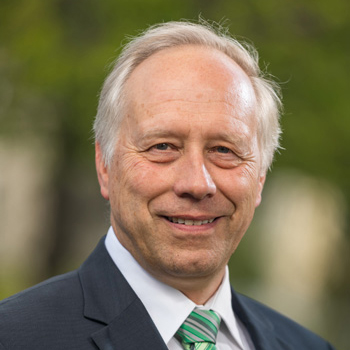
Andreas Hartmann

Andreas Hartmann (* 8. Juni 1956 in Basel; heimatberechtigt in Zürich) ist ein Schweizer Politiker (FDP) und Arzt. Er vertrat von 2000 bis 2020 den Wahlkreis Rorschach im Kantonsrat des Kantons St. Gallen.

## Leben und Engagement
Nach dem Erlangen der Maturität Typus B im Jahr 1975 begann Hartmann ein Medizinstudium an der Universität Basel und an der Harvard University in Boston. 1981 schloss er mit dem Staatsexamen ab und verfasste ein Jahr später seine Dissertation zu „Serumferritin bei der chronischen Polyarthritis“. Danach arbeitete er als Assistenzarzt in Chur, Davos, Aarau und Basel. Dazwischen leitete er einen Auslandseinsatz für das Schweizerische Katastrophenhilfskorps in Nordjemen. 1988 wurde Hartmann Facharzt FMH für Allgemeine Innere Medizin.
Seit 1988 führte Hartmann mit seiner Ehefrau eine eigenständige Arztpraxis, welche 2011 zum Medizinischen Zentrum Rorschach ausgebaut wurde. Hartmann führt dieses als Verwaltungsratspräsident.
Hartmann engagiert sich nebenbei für das Gewerbe. Seit 2016 ist er Präsident des St. Galler Gewerbeverbands, Präsident der Ausgleichskasse/FAK Gewerbe St. Gallen und Verwaltungsrat der Bürgschaftsgenossenschaft Ost-Süd.
Zudem ist Hartmann seit 2013 Präsident des HPV Rorschach, einer Behinderteninstitution mit Sonderschule, Werkstätten und Wohnheimen für 300 Personen mit Beeinträchtigungen. Seit 2000 ist er Verwaltungsrat von Konzert und Theater St. Gallen und seit 2016 Vorstandsmitglied beim Hauseigentümerverband des Kantons St. Gallen.
Hartmann ist verheiratet und Vater von vier erwachsenen Kindern.

## Politik
Hartmann wurde im Jahr 2000 in den St. Galler Kantonsrat gewählt und war von 2003 bis 2011 Fraktionspräsident. Hartmann beschloss, sich für die Erneuerungswahlen 2020 nicht mehr zur Wiederwahl zu stellen.